# Undibacterium nitidum
Undibacterium nitidum es una bacteria gramnegativa del género Undibacterium. Fue descrita en el año 2021. Su etimología hace referencia a brillante. Es aerobia y móvil por flagelo polar. Tiene un tamaño de 0,7-0,8 μm de ancho por 1,7-2,7 μm de largo. Forma colonias brillantes, convexas, de color amarillo y con un círculo transparente. Temperatura de crecimiento entre 4-37 °C, óptima de 24-30 °C. Catalasa y oxidasa positivas. Es sensible a carbenicilina, ceftriaxona, cefoperazona, eritromicina y ciprofloxacino. Resistente a oxacilina, polimixina y clindamicina. Tiene un genoma de 4,38 Mpb y un contenido de G+C de 46,9%. Se ha aislado de un río en China. 